# Unfortunate Snort
Unfortunate Snort es el primer y único álbum de la banda punk Pinkly Smooth. Fue grabado a principios de 2002 y fue lanzado al mercado el 3 de junio de ese mismo año bajo el sello discográfico de Bucktan Records. Cuenta con un estilo punk y ska, incluye un toque de metal y algunas canciones tienen estilo de gritos con voz gutural. Contiene seis pistas, de las cuales la voz principal es la del líder The Rev, que además toca el piano. El disco tiene 28:36 minutos de duración. La letra de las canciones hace referencia al libro Necronomicón al mencionar vampiros, fantasmas, entre otras criaturas de terror.

## Lista de canciones
| N.º | Título                                                | Duración |  |
| 1.  | «Necromance Theatre»                                  | 7:08     |  |
| 2.  | «Mezmer»                                              | 4:21     |  |
| 3.  | «Nosferatu Does a Hefty Dance»                        | 4:58     |  |
| 4.  | «Pixel & Nasal»                                       | 4:34     |  |
| 5.  | «The Body of Death of the Man With the Body of Death» | 4:16     |  |
| 6.  | «McFly»                                               | 3:19     |  |

## Créditos
- The Rev (Rathead) - Voz, Piano, Batería (2, 3, 4, 6)
- Synyster Gates (Syn) - Guitarra
- Buck Silverspur (El Diablo) - Bajo
- Derek Eglit (Super Loop) - Batería

- Datos: Q2642169